# Эльцин, Виктор Борисович
Виктор Борисович Эльцин (1900, Могилёв — 1 марта 1938, Воркута) — советский политический деятель, экономист, участник левой оппозиции. Один из «красных профессоров», участник Гражданской войны, ближайший сотрудник Л. Д. Троцкого, главный редактор собрания сочинений Л. Троцкого.

## Биография
Сын революционера Б. М. Эльцина, одного из руководителей левой оппозиции. Член РСДРП(б) с августа 1917 года.
В 1917 году был партийным и профсоюзным организатором на Мотовилихинском заводе в Пермской губернии. В Перми принимал участие в подготовке и проведении Октябрьского переворота.
Участник Гражданской войны. 
В 1918 году служил в частях особого назначения на Восточном фронте.
С сентября 1918 года — на советской работе, председатель исполкома Вятского губернского совета.
С 1919 по 1920 год — начальник Политического отдела и военный комиссар 27-й, затем 26-й стрелковой дивизии 5-й армии.
После ликвидации колчаковщины был на хозяйственной работе. 
С 1921 года — председатель правления Криворожского железнодорожного района, позже — ответственный секретарь окружного комитета РКП(б).
С 1921 по 1924 год — учился в Коммунистической академии и Институте красной профессуры, после окончания в 1924 году преподавал на курсах усовершенствования при Свердловском рабочем факультете.
С 1926 по 1927 год — преподаватель Московского высшего технического училища имени Н. Э. Баумана.
Тогда же, был редактором издания собрания сочинений Л. Д. Троцкого в Государственном издательстве РСФСР. Затем стал личным секретарём Л. Д. Троцкого, тогда председателя Главного концессионного комитета СССР.
С 1923 года — участник левой оппозиции в РКП(б); один из руководящих её работников в Москве вплоть до высылки.
В 1927 году — арестован, осуждён к ссылке в Архангельск.  
С января 1928 года — в ссылках, политизоляторах, лагерях. 
С конца 1929 года — заключён в изолятор. 
До начала 1937 года — отбывал наказание в Ухтинско-Печорском исправительно-трудовом лагере (Коми АССР). В ссылке занимался нелегальной[какой?] деятельностью.
20 ноября 1937 года — арестован повторно. 
1 марта 1938 года — расстрелян в Ухтпечлаге в Воркуте.